# ビスラマ語
ビスラマ語（ビスラマご、ビスラマ語: Bislama）は、メラネシア・ピジンに分類される一言語。バヌアツ共和国の公用語。英語とフランス語が交じり合い、変化して生まれた言語。正書法はまだ確立していない。

## 言語名
Bislamaの名は、ポルトガル語で「海のちびすけ」を意味したアカミシキリ（ナマコの一種）の呼称bicho do marがフランス語を経てピジン化したもの。

## 言語名別称
- ビシュラマ語、ビシュラマー語（Bichelamar）
- ビーチ・ラ・マー語、ビーチラマー語、ビーチラマール語（Beach-la-Mar）
- ベシュドメール語（bêche-de-mer）
- Banks-Inseln